# Essex Olympian Football League
The Essex Olympian Football League är en engelsk fotbollsliga grundad säsongen 1966-67. Den har tre divisioner och toppdivisionen The Essex Olympian Football League Premier Division ligger på nivå 11 i det engelska ligasystemet. Den är en matarliga till Essex Senior Football League. Mellan 1986 och 2005 var ligan känd som the Essex Intermediate League.

## Mästare

### 1966-81
Ligan hade från början 13 medlemsklubbar, säsongen 1969-70 nådde man en topp med 18 medlemsklubbar.
| Säsong  | Mästare                |
| ------- | ---------------------- |
| 1966-67 | Burnham Ramblers FC    |
| 1967-68 | Writtle FC             |
| 1968-69 | Basildon Town FC       |
| 1969-70 | Billericay Town FC     |
| 1970-71 | Billericay Town FC     |
| 1971-72 | Sawbridgeworth Town FC |
| 1972-73 | Chadwell Heath         |
| 1973-74 | Chadwell Heath         |
| 1974-75 | Chadwell Heath         |
| 1975-76 | Essex Police           |
| 1976-77 | Collier Row Motor Gear |
| 1977-78 | Runwell Hospital       |
| 1978-79 | Rayleigh Town FC       |
| 1979-80 | Essex Police           |
| 1980-81 | Rayleigh Town FC       |

### 1981-89
1981 startades en ny division. 1986 ändrades ligans namn till Essex Intermediate League.
| Säsong  | Division One       | Division Two      |
| ------- | ------------------ | ----------------- |
| 1981-82 | Herongate Athletic | Rayleigh Athletic |
| 1982-83 | Herongate Athletic | Dunmow            |
| 1983-84 | Rayleigh Town FC   | Essex Police      |
| 1984-85 | Rayleigh Town FC   | Shell Club        |
| 1985-86 | Essex Police       | Cossor Sports     |
| 1986-87 | Essex Police       | Hambros Bank      |
| 1987-88 | Takeley            | Standard (Harlow) |
| 1988-89 | Benfleet           | Upminster         |

### 1989-2007
1989 startades ytterligare en division, formatet med tre divisioner för A-lag fortsätter tills idag. 2005 bytte ligan tillbaka till sitt första namn, Essex Olympian League.
| Säsong  | Division One                 | Division Two                 | Division Three               |
| ------- | ---------------------------- | ---------------------------- | ---------------------------- |
| 1989-90 | Rayleigh Town FC             | Kelvedon Hatch FC            | Great Baddow                 |
| 1990-91 | Herongate Athletic           | Concord Rangers FC           | Great Wakering Rovers FC     |
| 1991-92 | Standard (Harlow)            | Great Wakering Rovers FC     | Loughton                     |
| 1992-93 | Standard (Harlow)            | South Woodham Ferrers        | Danbury Trafford             |
| 1993-94 | Kelvedon Hatch FC            | Takeley FC                   | Ongar Town                   |
| 1994-95 | Writtle FC                   | Sporting Club Henderson      | Great Baddow                 |
| 1995-96 | Kelvedon Hatch FC            | Frenford Senior FC           | Hutton                       |
| 1996-97 | Kelvedon Hatch FC            | Runwell Hospital             | Bishop's Stortford Swifts FC |
| 1997-98 | Danbury Trafford             | Bishop's Stortford Swifts FC | Shell Club                   |
| 1998-99 | Bishop's Stortford Swifts FC | Sandon Royals                | Basildon Town FC             |
| 1999-00 | Bishop's Stortford Swifts FC | Nortel (Harlow)              | Wanstead Town                |
| 2000-01 | Rayleigh Town FC             | Canning Town FC              | Linford Wanderers            |
| 2001-02 | Takeley FC                   | Epping FC                    | Stambridge United            |
| 2002-03 | Bishop's Stortford Swifts FC | White Ensign FC              | Debden Sports                |
| 2003-04 | White Ensign FC              | Debden Sports                | Faces                        |
| 2004-05 | White Ensign FC              | White Notley FC              | Linford Wanderers            |
| 2005-06 | Harold Wood Athletic FC      | Canning Town FC              | Ongar Town                   |
| 2006-07 | White Ensign FC              | Benfleet                     | Potter Street                |

### 2008 till 2010
2007 bytte divisionerna namn till Premier, One och Two.
| Säsong  | Premier Division     | Division One  | Division Two      |
| ------- | -------------------- | ------------- | ----------------- |
| 2007-08 | White Ensign FC      | Potter Street | Linford Wanderers |
| 2008-09 | Harold Wood Athletic | Westhamians   | Sungate           |
| 2009-10 | Harold Wood Athletic | M & B Club    | Romford Res.      |

### 2010 och framåt
2010 tillkom en division.
| Säsong  | Premier Division           | Division One              | Division Two                        | Division Three                      |
| ------- | -------------------------- | ------------------------- | ----------------------------------- | ----------------------------------- |
| 2010-11 | Kelvedon Hatch             | Hutton                    | Wadham Lodge                        | Springfield                         |
| 2011–12 | Frenford Senior            | Southminster St Leonards  | Springfield                         | Old Barkabbeyans                    |
| 2012–13 | Frenford Senior            | Bishop's Stortford Swifts | Old Barkabbeyans                    | Debden Sports                       |
| 2013–14 | Southminster St. Leonard's | Newham United             | Ongar Town                          | Rochford Town                       |
| 2014–15 | Harold Wood Athletic       | Harold Hill               | Basildon Town                       | Catholic United                     |
| 2015–16 | Kelvedon Hatch             | Canning Town FC           | Catholic United                     | Benfleet FC                         |
| 2016–17 | Springfield                | Basildon Town             | Sungate                             | May & Baker FC (Eastbrook Reserves) |
| 2017–18 | Catholic United            | Buckhurst Hill            | May & Baker FC (Eastbrook Reserves) | Manford Way Reserves                |

Källa: 

### Webbkällor
- Football Mitoo